# E-Prix di New York 2021
L'E-Prix di New York 2021 è stato il sesto appuntamento del Campionato mondiale di Formula E 2020-2021, suddiviso in due gare, che si è tenuto sul circuito cittadino di Brooklyn il 10 e 11 luglio 2021.
La prima gara è stata vinta da Maximilian Günther seguito da Jean-Éric Vergne e da Lucas Di Grassi, la Pole Position è stata effettuata da Nick Cassidy, mentre il giro veloce è stato effettuato da Sébastien Buemi.
La seconda gara è stata vinta da Sam Bird, che ha anche effettuato la Pole Position, seguito da Nick Cassidy e António Félix da Costa, che ha anche effettuato il giro veloce.

## Gara 1

### Prove libere
| Pos.           | No.            | Pilota             | Squadra                   | Tempo          |
| Prove libere 1 | Prove libere 1 | Prove libere 1     | Prove libere 1            | Prove libere 1 |
| -------------- | -------------- | ------------------ | ------------------------- | -------------- |
| 1              | 4              | Robin Frijns       | Envision Virgin Racing    | 1:10.282       |
| 2              | 8              | Oliver Turvey      | NIO 333                   | 1:10.377       |
| 3              | 28             | Maximilian Günther | BMW i Andretti Motorsport | 1:10.701       |
| Prove libere 2 |                |                    |                           |                |
| 1              | 23             | Sébastien Buemi    | Nissan e.dams             | 1:09.386       |
| 2              | 28             | Maximilian Günther | BMW i Andretti Motorsport | 1:09.417       |
| 3              | 99             | Pascal Wehrlein    | TAG Heuer Porsche         | 1:09.443       |

### Qualifiche
| Gruppi qualifiche | Gruppi qualifiche | Gruppi qualifiche | Gruppi qualifiche | Gruppi qualifiche | Gruppi qualifiche | Gruppi qualifiche |
| ----------------- | ----------------- | ----------------- | ----------------- | ----------------- | ----------------- | ----------------- |
| Gruppo 1          | MOR (1)           | FRI (2)           | DAC (3)           | RAS (4)           | EVA (5)           | DEV (6)           |
| Gruppo 2          | VAN (7)           | DEN (8)           | ROW (9)           | JEV (10)          | BIR (11)          | WEH (12)          |
| Gruppo 3          | DIG (13)          | CAS (14)          | SIM (15)          | LYN (16)          | GUE (17)          | LOT (18)          |
| Gruppo 4          | TUR (19)          | SET (20)          | BUE (21)          | NAT (22)          | BLO (23)          | ERI (24)          |

| Pos.   | No. | Pilota                 | Squadra                   | Qualifica | SuperPole | Griglia |
| ------ | --- | ---------------------- | ------------------------- | --------- | --------- | ------- |
| 1      | 37  | Nick Cassidy           | Envision Virgin Racing    | 1:09.672  | 1:09.338  | 1       |
| 2      | 25  | Jean-Éric Vergne       | DS Techeetah              | 1:09.599  | 1:09.499  | 2       |
| 3      | 94  | Alex Lynn              | Mahindra Racing           | 1:09.746  | 1:09.538  | 3       |
| 4      | 28  | Maximilian Günther     | BMW i Andretti Motorsport | 1:09.718  | 1:09.614  | 4       |
| 5      | 23  | Sébastien Buemi        | Nissan e.dams             | 1:09.531  | 1:09.713  | 5       |
| 6      | 99  | Pascal Wehrlein        | TAG Heuer Porsche         | 1:09.667  | 1:09.752  | 6       |
| 7      | 11  | Lucas Di Grassi        | Audi Sport ABT Schaeffler | 1:09.759  |           | 7       |
| 8      | 22  | Oliver Rowland         | Nissan e.dams             | 1:09.891  | 8         |         |
| 9      | 29  | Alexander Sims         | Mahindra Racing           | 1:09.892  | 9         |         |
| 10     | 36  | André Lotterer         | TAG Heuer Porsche         | 1:10.028  | 10        |         |
| 11     | 4   | Robin Frijns           | Envision Virgin Racing    | 1:10.063  | 11        |         |
| 12     | 7   | Sérgio Sette Câmara    | Dragon / Penske Autosport | 1:10.147  | 12        |         |
| 13     | 13  | António Félix da Costa | DS Techeetah              | 1:10.156  | 13        |         |
| 14     | 8   | Oliver Turvey          | NIO 333                   | 1:10.181  | 14        |         |
| 15     | 27  | Jake Dennis            | BMW i Andretti Motorsport | 1:10.239  | 15        |         |
| 16     | 20  | Mitch Evans            | Jaguar Racing             | 1:10.526  | 16        |         |
| 17     | 88  | Tom Blomqvist          | NIO 333                   | 1:10.530  | 17        |         |
| 18     | 17  | Nyck de Vries          | Mercedes EQ               | 1:10.581  | 18        |         |
| 19     | 71  | Norman Nato            | ROKiT Venturi Racing      | 1:10.658  | 19        |         |
| 20     | 10  | Sam Bird               | Jaguar Racing             | 1:10.934  | 20        |         |
| 21     | 5   | Stoffel Vandoorne      | Mercedes EQ               | 1:10.952  | 21        |         |
| 22     | 6   | Joel Eriksson          | Dragon / Penske Autosport | 1:11.036  | 24        |         |
| 23     | 33  | René Rast              | Audi Sport ABT Schaeffler | 1:11.271  | 22        |         |
| 24     | 48  | Edoardo Mortara        | ROKiT Venturi Racing      | 1:11.690  | 23        |         |
| Fonte: |     |                        |                           |           |           |         |

### Gara
| Pos.   | No. | Pilota                 | Squadra                   | Giri | Tempo/Ritiro       | Griglia | Punti |
| ------ | --- | ---------------------- | ------------------------- | ---- | ------------------ | ------- | ----- |
| 1      | 28  | Maximilian Günther     | BMW i Andretti Motorsport | 38   | 46:24.747          | 4       | 25    |
| 2      | 25  | Jean-Éric Vergne       | DS Techeetah              | 38   | +2.072             | 2       | 18    |
| 3      | 11  | Lucas Di Grassi        | Audi Sport ABT Schaeffler | 38   | +2.832             | 7       | 15    |
| 4      | 37  | Nick Cassidy           | Envision Virgin Racing    | 38   | +4.623             | 1       | 12+3  |
| 5      | 4   | Robin Frijns           | Envision Virgin Racing    | 38   | +5.239             | 11      | 10    |
| 6      | 23  | Sébastien Buemi        | Nissan e.dams             | 38   | +6.370             | 5       | 8+1   |
| 7      | 22  | Oliver Rowland         | Nissan e.dams             | 38   | +6.581             | 8       | 6     |
| 8      | 36  | André Lotterer         | TAG Heuer Porsche         | 38   | +7.826             | 10      | 4     |
| 9      | 10  | Sam Bird               | Jaguar Racing             | 38   | +8.489             | 20      | 2+1   |
| 10     | 33  | René Rast              | Audi Sport ABT Schaeffler | 38   | +11.917            | 22      | 1     |
| 11     | 94  | Alex Lynn              | Mahindra Racing           | 38   | +14.912            | 3       |       |
| 12     | 13  | António Félix da Costa | DS Techeetah              | 38   | +15.289            | 13      |       |
| 13     | 17  | Nyck de Vries          | Mercedes EQ               | 38   | +27.523            | 18      |       |
| 14     | 48  | Edoardo Mortara        | ROKiT Venturi Racing      | 38   | +27.698            | 23      |       |
| 15     | 71  | Norman Nato            | ROKiT Venturi Racing      | 38   | +28.472            | 19      |       |
| 16     | 88  | Tom Blomqvist          | NIO 333                   | 38   | +28.746            | 17      |       |
| 17     | 6   | Joel Eriksson          | Dragon / Penske Autosport | 38   | +41.106            | 24      |       |
| 18     | 7   | Sérgio Sette Câmara    | Dragon / Penske Autosport | 38   | +49.849            | 12      |       |
| Rit    | 27  | Jake Dennis            | BMW i Andretti Motorsport | 30   | Incidente          | 15      |       |
| Rit    | 29  | Alexander Sims         | Mahindra Racing           | 29   | Incidente          | 9       |       |
| Rit    | 5   | Stoffel Vandoorne      | Mercedes EQ               | 27   | Ritiro             | 21      |       |
| Rit    | 20  | Mitch Evans            | Jaguar Racing             | 14   | Problema meccanico | 16      |       |
| Rit    | 8   | Oliver Turvey          | NIO 333                   | 11   | Ritiro             | 14      |       |
| Rit    | 99  | Pascal Wehrlein        | TAG Heuer Porsche         | 10   | Incidente          | 6       |       |
| Fonte: |     |                        |                           |      |                    |         |       |

### Classifiche
La classifica dopo gara 1:
Classifica piloti
| +/-    | Pos | Pilota                 | Punti |
| ------ | --- | ---------------------- | ----- |
|        | 1   | Edoardo Mortara        | 72    |
|        | 2   | Robin Frijns           | 72    |
|        | 3   | Jean-Éric Vergne       | 68    |
|        | 4   | René Rast              | 61    |
|        | 5   | António Félix da Costa | 60    |
|        | 6   | Mitch Evans            | 60    |
|        | 7   | Nyck de Vries          | 59    |
|        | 8   | Oliver Rowland         | 59    |
|        | 9   | Lucas Di Grassi        | 54    |
|        | 10  | Stoffel Vandoorne      | 54    |
|        | 11  | Jake Dennis            | 54    |
|        | 12  | Maximilian Günther     | 53    |
|        | 13  | Sam Bird               | 52    |
|        | 14  | Nick Cassidy           | 52    |
|        | 15  | Pascal Wehrlein        | 48    |
|        | 16  | Alexander Sims         | 36    |
|        | 17  | Alex Lynn              | 32    |
|        | 18  | Nico Müller            | 30    |
|        | 19  | André Lotterer         | 22    |
|        | 20  | Sébastien Buemi        | 20    |
|        | 21  | Oliver Turvey          | 13    |
|        | 22  | Sérgio Sette Câmara    | 12    |
|        | 23  | Norman Nato            | 11    |
|        | 24  | Tom Blomqvist          | 5     |
|        | 25  | Joel Eriksson          | 0     |
| Fonte: |     |                        |       |

Classifica squadre
| +/-    | Pos | Squadra                          | Punti |
| ------ | --- | -------------------------------- | ----- |
|        | 1   | DS Techeetah                     | 128   |
|        | 2   | Envision Virgin Racing           | 124   |
|        | 3   | Audi Sport ABT Schaeffler        | 115   |
|        | 4   | Mercedes EQ Formula E Team       | 113   |
|        | 5   | Jaguar Racing                    | 112   |
|        | 6   | BMW i Andretti Motorsport        | 107   |
|        | 7   | ROKiT Venturi Racing             | 83    |
|        | 8   | Nissan e.dams                    | 79    |
|        | 9   | TAG Heuer Porsche Formula E Team | 70    |
|        | 10  | Mahindra Racing                  | 68    |
|        | 11  | Dragon / Penske Autosport        | 42    |
|        | 12  | NIO 333 Formula E Team           | 18    |
| Fonte: |     |                                  |       |

## Gara 2

### Prove libere
| Pos.           | No.            | Pilota                 | Squadra                | Tempo          |
| Prove libere 3 | Prove libere 3 | Prove libere 3         | Prove libere 3         | Prove libere 3 |
| -------------- | -------------- | ---------------------- | ---------------------- | -------------- |
| 1              | 13             | António Félix da Costa | DS Techeetah           | 1:08.472       |
| 2              | 20             | Mitch Evans            | Jaguar Racing          | 1:08.521       |
| 3              | 37             | Nick Cassidy           | Envision Virgin Racing | 1:08.559       |

### Qualifiche
| Gruppi qualifiche | Gruppi qualifiche | Gruppi qualifiche | Gruppi qualifiche | Gruppi qualifiche | Gruppi qualifiche | Gruppi qualifiche |
| ----------------- | ----------------- | ----------------- | ----------------- | ----------------- | ----------------- | ----------------- |
| Gruppo 1          | MOR (1)           | FRI (2)           | JEV (3)           | RAS (4)           | DAC (5)           | EVA (6)           |
| Gruppo 2          | DEV (7)           | ROW (8)           | DIG (9)           | VAN (10)          | DEN (11)          | GUE (12)          |
| Gruppo 3          | BIR (13)          | CAS (14)          | WEH (15)          | SIM (16)          | LYN (17)          | LOT (18)          |
| Gruppo 4          | BUE (19)          | TUR (20)          | SET (21)          | NAT (22)          | BLO (23)          | ERI (24)          |

| Pos.   | No. | Pilota                 | Squadra                   | Qualifica | SuperPole | Griglia |
| ------ | --- | ---------------------- | ------------------------- | --------- | --------- | ------- |
| 1      | 10  | Sam Bird               | Jaguar Racing             | 1:08.855  | 1:08.572  | 1       |
| 2      | 20  | Mitch Evans            | Jaguar Racing             | 1:08.914  | 1:08.662  | 2       |
| 3      | 37  | Nick Cassidy           | Envision Virgin Racing    | 1:08.947  | 1:08.663  | 3       |
| 4      | 99  | Pascal Wehrlein        | TAG Heuer Porsche         | 1:08.898  | 1:08.818  | 4       |
| 5      | 7   | Sérgio Sette Câmara    | Dragon / Penske Autosport | 1:09.038  | 1:08.988  | 5       |
| 6      | 36  | André Lotterer         | TAG Heuer Porsche         | 1:09.012  | 1:09.201  | 6       |
| 7      | 13  | António Félix da Costa | DS Techeetah              | 1:09.052  |           | 7       |
| 8      | 94  | Alex Lynn              | Mahindra Racing           | 1:09.166  | 8         |         |
| 9      | 29  | Alexander Sims         | Mahindra Racing           | 1:09.229  | 9         |         |
| 10     | 71  | Norman Nato            | ROKiT Venturi Racing      | 1:09.236  | 10        |         |
| 11     | 33  | René Rast              | Audi Sport ABT Schaeffler | 1:09.256  | 11        |         |
| 12     | 11  | Lucas Di Grassi        | Audi Sport ABT Schaeffler | 1:09.328  | 12        |         |
| 13     | 23  | Sébastien Buemi        | Nissan e.dams             | 1:09.339  | 13        |         |
| 14     | 48  | Edoardo Mortara        | ROKiT Venturi Racing      | 1:09.393  | 14        |         |
| 15     | 6   | Joel Eriksson          | Dragon / Penske Autosport | 1:09.495  | 15        |         |
| 16     | 22  | Oliver Rowland         | Nissan e.dams             | 1:09.499  | 16        |         |
| 17     | 8   | Oliver Turvey          | NIO 333                   | 1:09.620  | 17        |         |
| 18     | 88  | Tom Blomqvist          | NIO 333                   | 1:09.649  | 18        |         |
| 19     | 27  | Jake Dennis            | BMW i Andretti Motorsport | 1:09.969  | 19        |         |
| 20     | 5   | Stoffel Vandoorne      | Mercedes EQ               | 1:10.089  | 20        |         |
| 21     | 4   | Robin Frijns           | Envision Virgin Racing    | 1:10.341  | 21        |         |
| 22     | 17  | Nyck de Vries          | Mercedes EQ               | 1:10.599  | 22        |         |
| 23     | 28  | Maximilian Günther     | BMW i Andretti Motorsport | 1:10.637  | 23        |         |
| NC     | 25  | Jean-Éric Vergne       | DS Techeetah              | 1:21.673  | 24        |         |
| Fonte: |     |                        |                           |           |           |         |

### Gara
| Pos.   | No. | Pilota                 | Squadra                   | Giri | Tempo/Ritiro | Griglia | Punti  |
| ------ | --- | ---------------------- | ------------------------- | ---- | ------------ | ------- | ------ |
| 1      | 10  | Sam Bird               | Jaguar Racing             | 37   | 46:15.909    | 1       | 25+1+3 |
| 2      | 37  | Nick Cassidy           | Envision Virgin Racing    | 37   | +4.167       | 3       | 18     |
| 3      | 13  | António Félix da Costa | DS Techeetah              | 37   | +4.840       | 7       | 15+1   |
| 4      | 99  | Pascal Wehrlein        | TAG Heuer Porsche         | 37   | +7.154       | 4       | 12     |
| 5      | 36  | André Lotterer         | TAG Heuer Porsche         | 37   | +7.762       | 6       | 10     |
| 6      | 29  | Alexander Sims         | Mahindra Racing           | 37   | +16.286      | 9       | 8      |
| 7      | 71  | Norman Nato            | ROKiT Venturi Racing      | 37   | +24.983      | 10      | 6      |
| 8      | 4   | Robin Frijns           | Envision Virgin Racing    | 37   | +25.084      | 21      | 4      |
| 9      | 94  | Alex Lynn              | Mahindra Racing           | 37   | +25.405      | 8       | 2      |
| 10     | 28  | Maximilian Günther     | BMW i Andretti Motorsport | 37   | +26.009      | 23      | 1      |
| 11     | 7   | Sérgio Sette Câmara    | Dragon / Penske Autosport | 37   | +26.341      | 5       |        |
| 12     | 5   | Stoffel Vandoorne      | Mercedes EQ               | 37   | +30.781      | 20      |        |
| 13     | 20  | Mitch Evans            | Jaguar Racing             | 37   | +30.957      | 2       |        |
| 14     | 11  | Lucas Di Grassi        | Audi Sport ABT Schaeffler | 37   | +31.970      | 12      |        |
| 15     | 23  | Sébastien Buemi        | Nissan e.dams             | 37   | +32.985      | 13      |        |
| 16     | 27  | Jake Dennis            | BMW i Andretti Motorsport | 37   | +35.692      | 19      |        |
| 17     | 48  | Edoardo Mortara        | ROKiT Venturi Racing      | 37   | +35.924      | 14      |        |
| 18     | 17  | Nyck de Vries          | Mercedes EQ               | 37   | +36.339      | 22      |        |
| 19     | 22  | Oliver Rowland         | Nissan e.dams             | 37   | +51.384      | 16      |        |
| 20     | 33  | René Rast              | Audi Sport ABT Schaeffler | 37   | +59.694      | 11      |        |
| 21     | 88  | Tom Blomqvist          | NIO 333                   | 37   | +1:05.327    | 18      |        |
| 22     | 6   | Joel Eriksson          | Dragon / Penske Autosport | 37   | +1:07.701    | 15      |        |
| Rit    | 8   | Oliver Turvey          | NIO 333                   | 29   | Ritiro       | 17      |        |
| Rit    | 25  | Jean-Éric Vergne       | DS Techeetah              | 0    | Non partito  | 24      |        |
| Fonte: |     |                        |                           |      |              |         |        |

### Classifiche
La classifica dopo gara 2:
Classifica piloti
| +/-    | Pos | Pilota                 | Punti |
| ------ | --- | ---------------------- | ----- |
|        | 1   | Sam Bird               | 81    |
|        | 2   | António Félix da Costa | 76    |
|        | 3   | Robin Frijns           | 76    |
|        | 4   | Edoardo Mortara        | 72    |
|        | 5   | Nick Cassidy           | 70    |
|        | 6   | Jean-Éric Vergne       | 68    |
|        | 7   | René Rast              | 61    |
|        | 8   | Mitch Evans            | 60    |
|        | 9   | Pascal Wehrlein        | 60    |
|        | 10  | Nyck de Vries          | 59    |
|        | 11  | Oliver Rowland         | 59    |
|        | 12  | Lucas Di Grassi        | 54    |
|        | 13  | Stoffel Vandoorne      | 54    |
|        | 14  | Maximilian Günther     | 54    |
|        | 15  | Jake Dennis            | 54    |
|        | 16  | Alexander Sims         | 44    |
|        | 17  | Alex Lynn              | 34    |
|        | 18  | André Lotterer         | 32    |
|        | 19  | Nico Müller            | 30    |
|        | 20  | Sébastien Buemi        | 20    |
|        | 21  | Norman Nato            | 17    |
|        | 22  | Oliver Turvey          | 13    |
|        | 23  | Sérgio Sette Câmara    | 12    |
|        | 24  | Tom Blomqvist          | 5     |
|        | 25  | Joel Eriksson          | 0     |
| Fonte: |     |                        |       |

Classifica squadre
| +/-    | Pos | Squadra                          | Punti |
| ------ | --- | -------------------------------- | ----- |
|        | 1   | Envision Virgin Racing           | 146   |
|        | 2   | DS Techeetah                     | 144   |
|        | 3   | Jaguar Racing                    | 141   |
|        | 4   | Audi Sport ABT Schaeffler        | 115   |
|        | 5   | Mercedes EQ Formula E Team       | 113   |
|        | 6   | BMW i Andretti Motorsport        | 108   |
|        | 7   | TAG Heuer Porsche Formula E Team | 92    |
|        | 8   | ROKiT Venturi Racing             | 89    |
|        | 9   | Nissan e.dams                    | 79    |
|        | 10  | Mahindra Racing                  | 78    |
|        | 11  | Dragon / Penske Autosport        | 42    |
|        | 12  | NIO 333 Formula E Team           | 18    |
| Fonte: |     |                                  |       |